# Cerodontha frankensis
Cerodontha frankensis este o specie de muște din genul Cerodontha, familia Agromyzidae, descrisă de Spencer în anul 1969. Conform Catalogue of Life specia Cerodontha frankensis nu are subspecii cunoscute.